# Mohelno

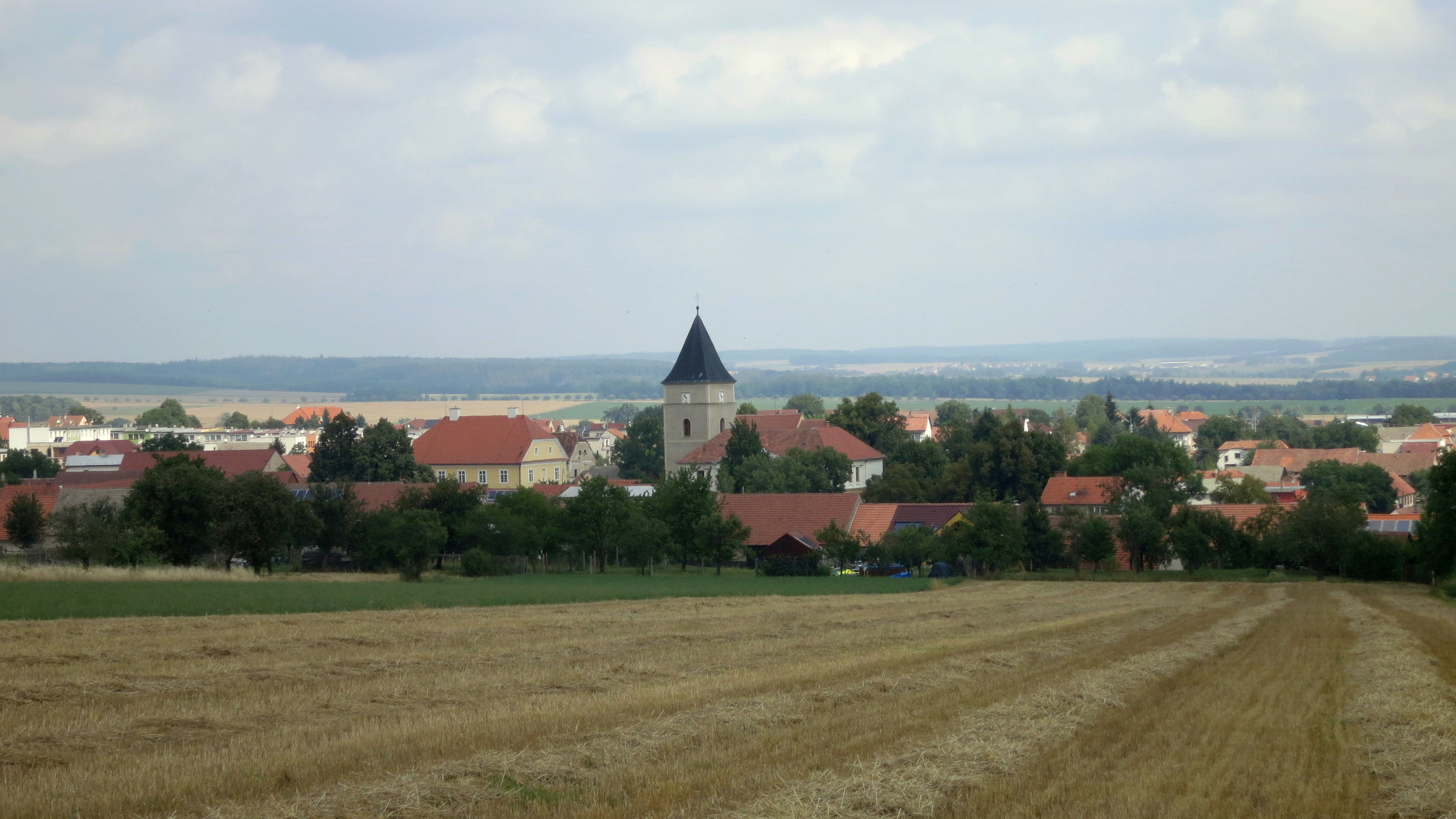
Blick auf Mohelno

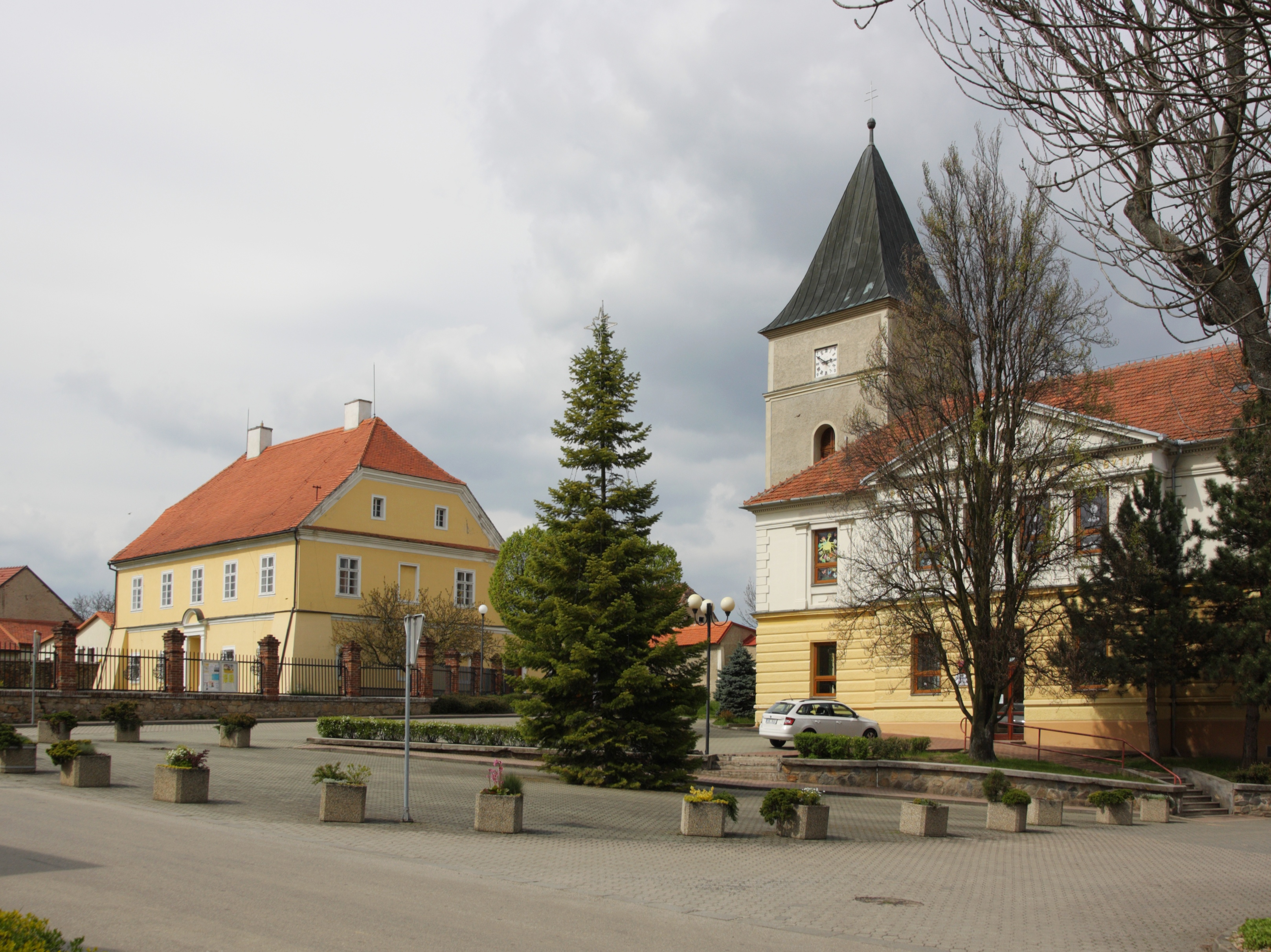
Ring

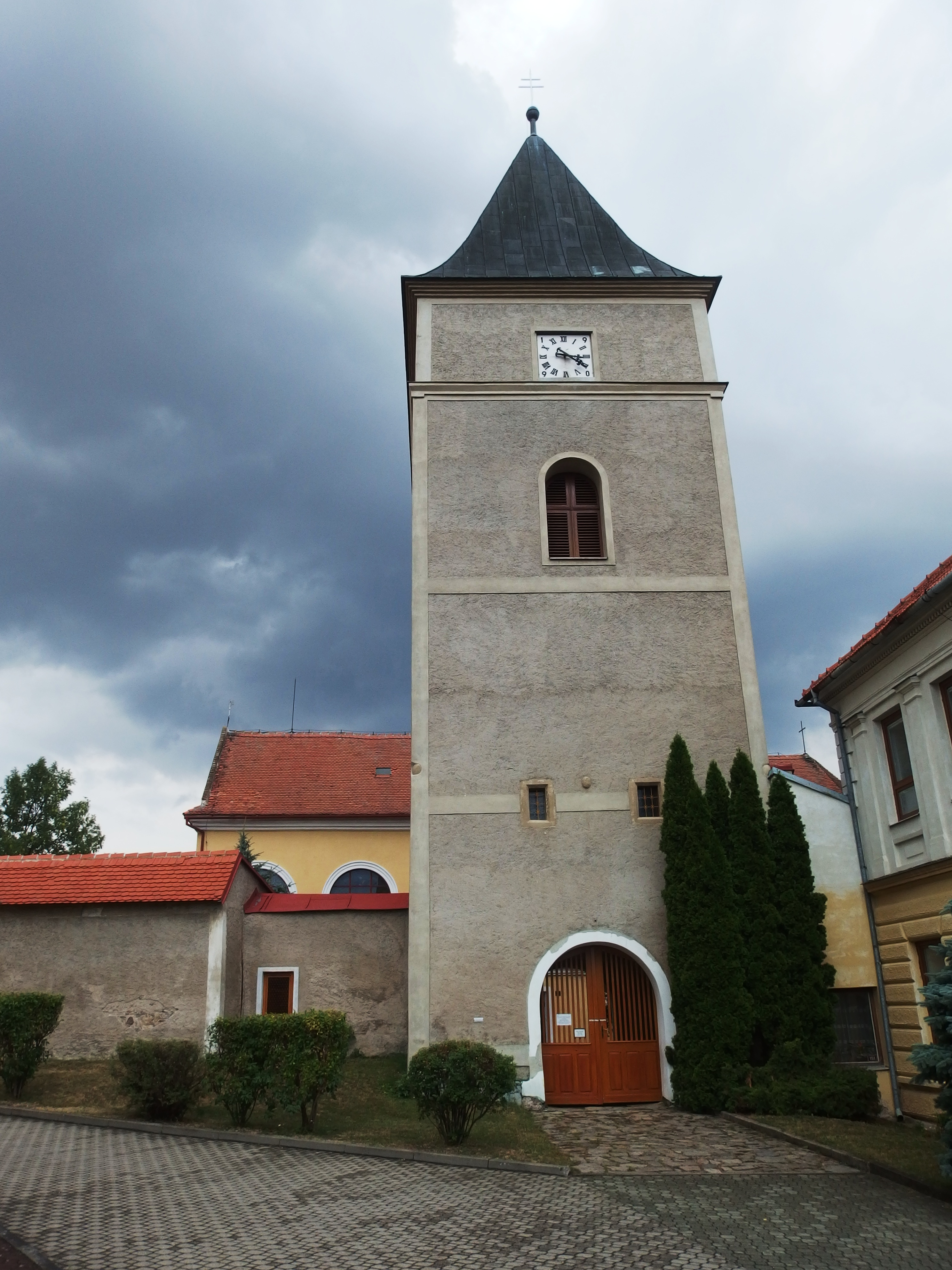
Kirchturm

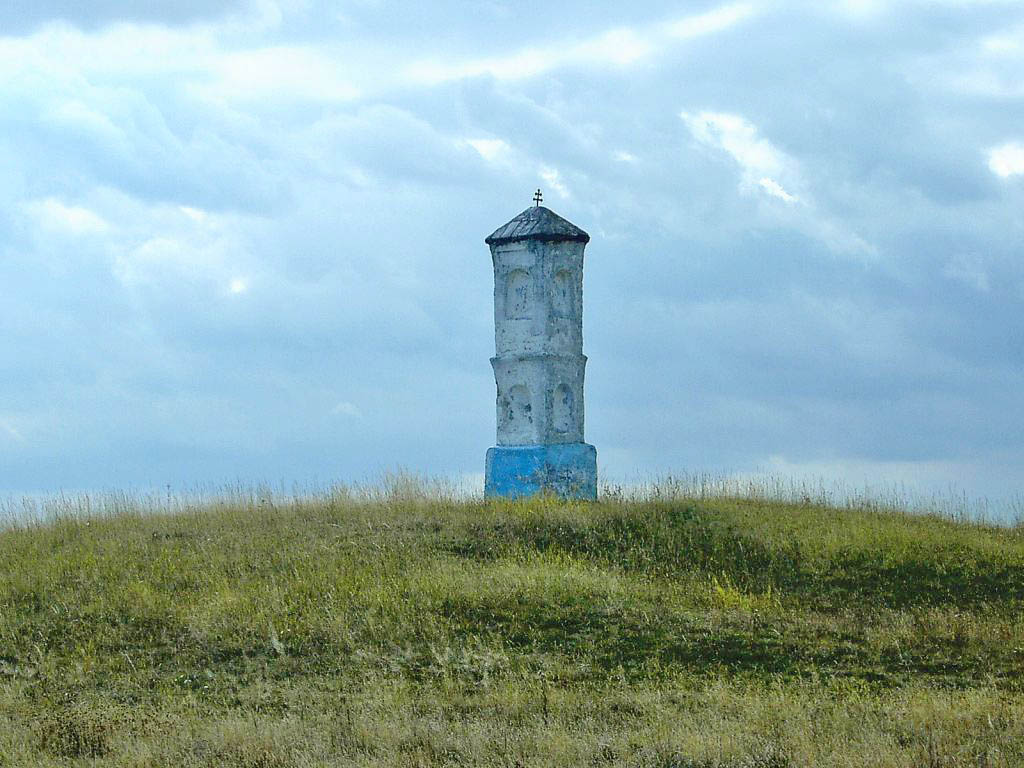
Bildstock auf einem Grabhügel nahe Mohelno

Mohelno  ist eine Minderstadt in Tschechien. Sie liegt 11 Kilometer nordwestlich der Stadt Moravský Krumlov in Südmähren. Der Ort gehört zum Okres Třebíč im Kraj Vysočina.

## Geographie
Mohelno befindet sich linksseitig über dem tief eingeschnittenen Tal der Jihlava auf einer Hochfläche der Jevišovická pahorkatina, einem Subsystem der Böhmisch-Mährischen Höhe. Durch den Ort fließt der Bach Mohelnička, am nördlichen Ortsrand die Štenkrava. Mohelno liegt an der Staatsstraße II/392 zwischen Kralice nad Oslavou und Dukovany. Südwestlich des Städtchens ist die Jihlava zur Talsperre Mohelno aufgestaut, die unter anderem zur Versorgung des nahegelegenen Kernkraftwerkes Dukovany dient. Im Westen erhebt sich der Zelený kopec (491 m n.m.)
Nachbarorte sind Kladeruby nad Oslavou und Kuroslepy im Norden, Ketkovice im Nordosten, Senorady und Lhánice im Osten, Jamolice im Südosten, Dukovany im Süden, Rouchovany im Südwesten, Slavětice und Hrotovice im Westen sowie Kramolín und Popůvky im Nordwesten.

## Geschichte
Mehrere erhaltene eisenzeitliche Hügelgräber im Ortsgebiet zeugen von vorgeschichtlicher Besiedlung. Im 12. Jahrhundert befand sich hier vermutlich bereits eine Feste; die erste schriftliche Erwähnung des Pfarrortes Mohiln datiert in das Jahr 1234. In den Jahren 1237–1349 war Mohelno königliches Gut und Sitz eines Burggrafen. 1368 ging es in adligen Besitz über. Im Jahre 1417 erteilte König Sigismund dem Städtchen das Wappenrecht; Grundherr war zu dieser Zeit Peter von Mohelno. In den Hussitenkriegen wurde der Ort geplündert und die Feste zerstört. Bis heute haben sich unter vielen Häusern ausgedehnte Kellerräume erhalten, die als Versteck genutzt wurden. Sie stammen mutmaßlich aus dieser Zeit. Im Jahre 1512 wurde das Städtchen durch den Brand verwüstet. 1527 wurde Mohelno der Herrschaft  Náměšť nad Oslavou zugeschlagen. 1535 befreite Wenzel d. Ä. von Lomnitz das Städtchen Mohelno sowie die Dörfer Kramolin, Kradrub, Popuwka und Lhanitz von der Anfallsverbindlichkeit. Joseph Philipp Graf von Werdenberg bewilligte dem Städtchen 1631 den freien Weinschank mit der Verpflichtung des Ausschanks von 20 Eimern für die Herrschaft. Im Jahre 1752 erwarben die Grafen Haugwitz die Grafschaft Namiescht. Am 28. Juni 1835 zerstörte ein Großfeuer das Pfarrhaus, die Kirche sowie große Teile der Marktes. Mohelno besaß Privilegien für zwei Jahrmärkte und einen Wochenmarkt.
Im Jahre 1842 bestand der im Znaimer Kreis gelegene Markt Mohelno aus 147 Häusern, in denen 846 Personen lebten. Unter herrschaftlichem Patronat standen die Pfarre, die Allerheiligen-Kirche und die Schule. Im Ort gab es außerdem ein herrschaftliches Sommerwohnhaus, einen großen Meierhof mit Wohnung des Wirtschaftsverwalters, ein Branntweinhaus, ein Gemeinde-Rathaus und zwei Wirtshäuser. Abseits lagen die Papier- und die Mahlmühle an der Iglawa. Mohelno war Pfarrort für Lhanitz, Kraderub, Kramolin und Senohrad. Bis zur Mitte des 19. Jahrhunderts blieb Mohelno der Fideikommissgrafschaft Namiescht untertänig.
Nach der Aufhebung der Patrimonialherrschaften bildete Mohelno ab 1849 mit dem Ortsteil Lhánice eine Marktgemeinde im Gerichtsbezirk Namiest. Ab 1869 gehörte der Markt zum Bezirk Trebitsch. Im Jahre 1888 wurde Kuroslepy eigenständig. 1890 löste sich Lhánice los und bildete eine eigene Gemeinde. Beim Zensus von 1921 lebten in den 238 Häusern der Minderstadt 1403 Personen, darunter 1396 Tschechen. Zwischen 1948 und 1960 war die Gemeinde dem Okres Velká Bíteš zugeordnet und kam nach dessen Auflösung wieder zum Okres Třebíč zurück. Zwischen 1980 und 1992 war Lhánice erneut eingemeindet. Am 12. April 2007 wurde dem Ort der Status eines městys wieder zuerkannt.

## Gemeindegliederung
Für den Městys Mohelno sind keine Ortsteile ausgewiesen. Zu Mohelno gehören die Einschichten Mohelenský Mlýn und Papírna.

## Sehenswürdigkeiten
- Südlich des Ortes an den Hängen der Jihlava befindet sich das Nationale Naturreservat Mohelenská hadcová step, eine felsige Steppe auf Serpentinit-Untergrund.
- Die Talsperre Mohelno staut südwestlich des Ortes die Jihlava auf.
- Die Allerheiligen-Kirche stammt in ihrer heutigen Form aus dem 15. Jahrhundert.
- Renaissance-Rathaus von 1546
- Barockes Pfarrhaus von 1775
- Statue des Johannes Nepomuk aus dem 18. Jahrhundert
- Schulgebäude im Empire-Stil von 1836
- Denkmal zur Erinnerung an die Partisanengruppe „Josef Hybeš“
- Eisenzeitliche Grabhügel; auf dem höchsten Hügel befindet sich ein Bildstock.